# Fabio Quartararo
Fabio Quartararo (pronunțat [kwartaˈraːro]; n. 20 aprilie 1999, Nisa, Franța), poreclit El Diablo, este un motociclist francez care concurează în MotoGP pentru echipa Monster Energy Yamaha MotoGP . El a câștigat Titlul Mondial de MotoGP în anul 2021, fiind primul campion mondial francez din istoria clasei regine. 
Înainte de cariera sa în MotoGP, Quartararo a câștigat șase titluri de campionat spaniol pentru juniori, inclusiv titluri succesive CEV Moto3 în 2013 și 2014 . Datorită succeselor sale la o vârstă fragedă, el a fost înclinat pentru „lucruri mari”,  chiar fiind comparat cu campionul mondial de mai multe ori Marc Márquez   și a stabilit diverse recorduri de vârstă în timpul progresului său până la Mondial. Nivelul campionatului. El nu a reușit să îndeplinească așteptările înalte de la Campionatele Mondiale Moto3 și Moto2, dar a făcut trecerea la MotoGP cu Petronas Yamaha SRT și a terminat ca debutant al anului în 2019 cu șapte podiumuri și locul 5 în clasamentul general. După ce a strâns 3 victorii în sezonul comprimat 2020, Quartararo a trecut la Yamaha Factory Racing Team pentru 2021, înlocuindu-l pe Valentino Rossi. El a reușit să câștige campionatul în primul său sezon adunând 5 victorii, 10 podiumuri și acumulând un total de 278 de puncte, fiind primul pilot al echipei Monster Energy Yamaha MotoGP care câștigă un titlu mondial de la Jorge Lorenzo încoace.